# 스트리트댄스

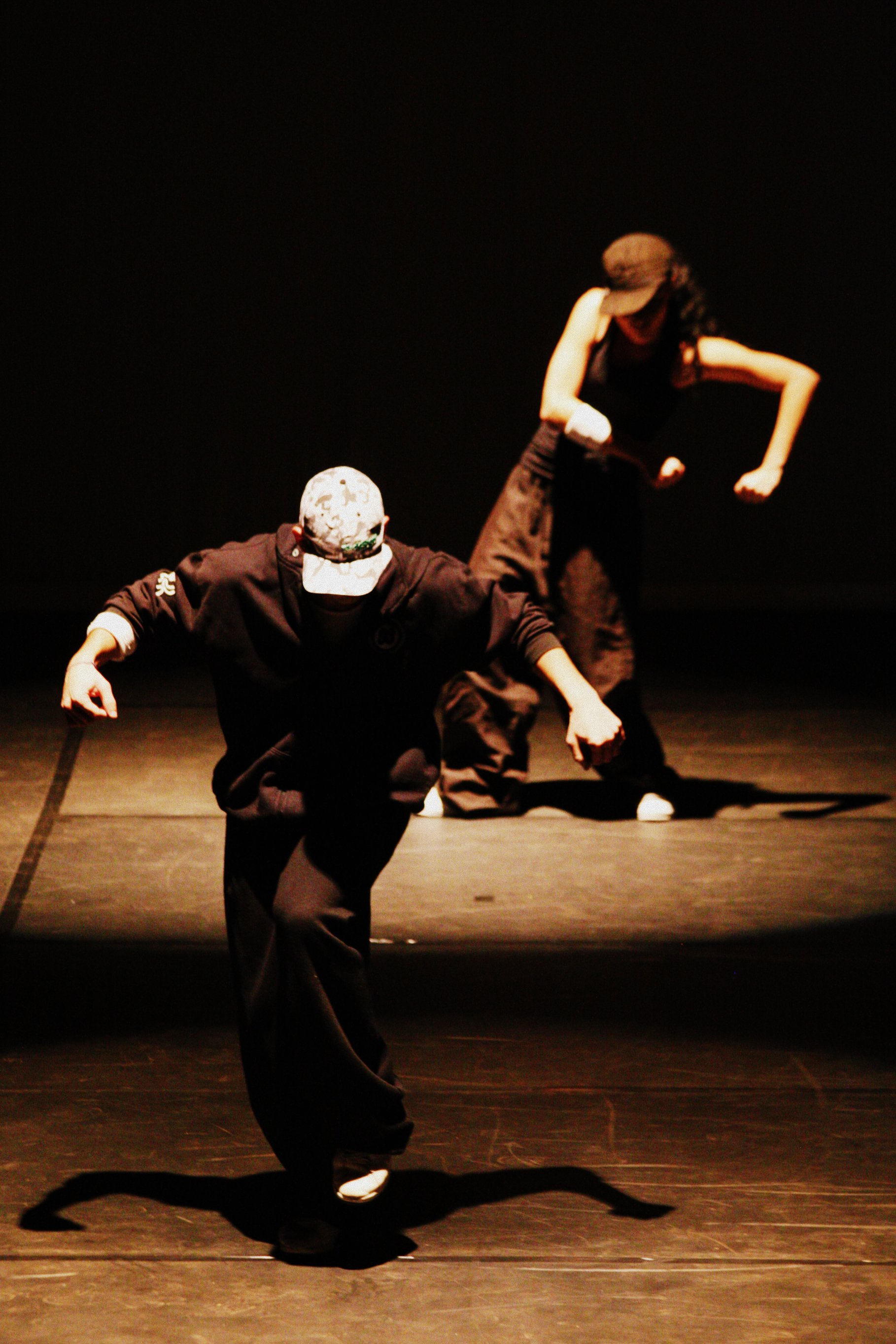

스트릿댄스(street dance)란 일반적으로 1960년대 이후, 각 문화의 전통 무용이나 발레, 현대무용 등의 이른바 순수무용으로부터 유래하지 않은 다양한 대중문화 기반의 춤을 일컫는 용어이다. 스트릿댄스라는 용어가 언제 명명되었는지는 불분명하나, 한국에서는 1999년 서울에서 개최된 힙합 페스티벌로 인해 내한했던 Electric Boogaloos를 비롯한 세계적 댄서들에 의해 알려지기 시작했다. 스트릿댄스의 세부 장르로는 팝핑, 락킹, 비보잉, 왁킹, 프리스타일 힙합댄스, 하우스, 크럼프 등이 있다. 이러한 스트릿댄스는 길거리 뿐만 아니라 파티나 댄스 스튜디오, 공연장 등지에서도 많이 행해졌으므로 스트릿댄스를 단순히 길에서 추는 춤으로 이해하는 것은 옳지 않으며, 스트릿컬쳐의 영향을 받아 발생된 모든 형태의 춤으로 이해하는 것이 올바르다. 여기서 스트릿컬쳐란 도시 환경에서 자라는 젊은이들 간의 공통된 가치관과 생활양식으로 정의되는데, 오늘날 우리가 이해하는 스트릿댄스는 대부분 1900년대 후반 미국 스트릿컬쳐의 영향을 가장 많이 받았다고 볼 수 있다.

## 하위장르
스트릿댄스는 그 속성상 이른바 '막춤'을 비롯하여 모든 대중문화적 춤을 포괄할 수 있지만, 일반적으로 비보잉, 팝핑, 락킹, 왁킹 등의 올드스쿨 장르, 그리고 힙합, 하우스, 크럼프와 같은 뉴스쿨 장르들만을 가리킨다. 이들은 모두 70년대 이후 미국에서 흑인, 히스패닉 기반의 펑크, 힙합 문화로부터 유래했다는 공통점을 지닌다. 그러나 이 용어가 비교적 넓게 쓰일 때에는 레게, 비밥(린디홉), 탭댄스 등의 다른 전통을 지니고 있는 장르들도 포괄한다. 그러나 테크토닉, 라인댄스와 같이 춤의 체계가 명확히 잡히지 않았거나 지나치게 그 뿌리가 얕다고 여겨지는 장르들은 현재로서는 스트릿댄스로 그다지 인정받지 못하고 있다.

## 특징
일반적으로 순수무용에서 중시되는 것이 무용가 내면의 감정을 표현하는 것인데 비하여, 일반적으로 스트릿댄스에서 중시되는 것은 즉흥적인 프리스타일을 통하여 그 음악적인 요소를 몸으로 표현해내는 것이다. 그리고 이러한 즉흥적인 요소가 가장 극대화된 형태가 바로 현대 스트릿댄스의 가장 큰 특징중 하나인 배틀이다. 비보잉으로부터 강하게 영향을 받아 다른 장르로까지 확산된 배틀 문화는 일반적인 대회의 개념과는 달리, 양측이 서로를 꺾기 위해서 전투적으로 기량을 겨루는 것을 의미한다. 이는 실제로 유명 스트릿댄스 대회인 UK 비보이챔피언쉽, 저스트 데붓, 올드스쿨나잇 등에서 그대로 적용되고 있다. 이는 스트릿댄스가 지니는 즉흥적인 요소와 맞물려, 스트릿댄스의 고유한 문화적 현상으로서 널리 인식되고 있다고할 수 있다.

## 같이 보기
- DJ 쿨 허크